# ОШ „Змај Јова Јовановић” Београд
Основна школа „Змај Јова Јовановић” се налази на Вождовцу, једној од градских општина Београда. Име носи по српском песнику, преводиоцу и лекару, Јовану Јовановићу Змају.

## Историјат
ОШ „Змај Јова Јовановић“ основана је 1868. године. Оснивач су грађани Савамале. Женска деца су почела да похађају школу 1893. Године 1901. спајају се мушка и женска одељења, тако да је ова школа постала мешовита. Тада је радила, односно изводила наставу, у приватној згради гвожђарског трговца Каратошића. Одатле се преселила у наменску, државну, зграду подигнуту у Босанској улици број 32.
У њој је радила до 1941. године, када је бомбардована и срушена. Током Другог светског рата често је сељена, али је радила. По ослобођењу Београда, почиње са радом у згради Учитељске школе и проширује се за још пет нових одељења. Године 1946. прелази у поправљену зграду у улици Народног фронта број 37.
Назив „Осмогодишња школа” добила је 1952. године. Настава се одвијала на српскохрватском језику. Касније се сели у насеље „Браће Јерковић“, Мештровићева број 19, општина Вождовац, где се налази и данас.
Ђачки лист „Мали невен“ био је проглашен најбољим у Југославији. Излазио је осамнаест година и сваке године био награђиван: путовањем по Старој Грчкој, путовањем Вуковим стазама, Сребрном плакетом, Златном плакетом, Плакетом општине Вождовац, Октобарском наградом... Угасио се 1988. године из финансијских разлога.

## О школи
Данас у овој школи наставу похађа више од 800 ђака, који су распоређени у 34 одељења. У школи је организован продужени боравак за ученике млађих разреда.